# إيدي كامبل
إيدي كامبل (بالإنجليزية: Edie Campbell)‏ هي عارضة بريطانية، ولدت في 25 سبتمبر 1990 في لندن في المملكة المتحدة.

## روابط خارجية
- إيدي كامبل على موقع دليل عارضات الأزياء (الإنجليزية)